# Campo fermiónico
En la teoría cuántica de campos, un campo fermiónico es un campo cuántico cuyo cuanto es el fermión; es decir, obedece a la estadística de Fermi-Dirac. Los campos fermiónicos obedecen relaciones de anticonmutación canónica en lugar de las relaciones de conmutación canónicas de campos bosónicos.
El ejemplo más prominente de campo fermiónico es el campo de Dirac, que describe fermiones con espín-1/2 de: electrones, protones y cuarks. El campo de Dirac puede ser descrito como un campo espinorial de 4- componentes o como un par de espinores de Weyl de 2 componentes. Los fermiones de Majorana espín-1/2, tales como el hipotético Neutralino, pueden describirse como un espinor de Majorana dependiente de 4 componentes o un solo espinor de Weyl de 2 componentes. No se sabe si el Neutrino es un fermión de Majorana o un fermión de Dirac (véase también los esfuerzos experimentales para determinar esto en el fenómeno de doble desintegración beta).

## Propiedades básicas
Los campos fermiónicos libres (no interactuantes) obedecen relaciones de anticonmutación canónica, es decir, implican el anticommutator{a,b} = ab + ba en lugar del conmutador [a,b] = ab − ba de la mecánica cuántica estándar o bosónica. Esas relaciones se mantienen también para campos fermiónicos interactuantes entre sí en el escenari de interacción, donde los campos evolucionan en el tiempo como si fuesen libres y los efectos de interacción estuviesen codificados en la evolución de los estados.
Son estas relaciones anticonmutación que implican la estadística de Fermi-Dirac para los cuantos del campo. También resultan en el principio de exclusión de Pauli: dos partículas fermiónicas no pueden ocupar el mismo estado al mismo tiempo.

## Campos de Dirac
El ejemplo más destacado de campo fermiónico espin-1/2 es el campo de Dirac (en honor de Paul Dirac) y se denota por ψ (x). La ecuación del movimiento para un campo libre es la ecuación de Dirac ,
{\displaystyle (i\gamma ^{\mu }\partial _{\mu }-m)\psi (x)=0,\,}
donde γμ son matrices gamma y m es la masa. Las soluciones más simples posibles para esta ecuación son soluciones de onda plana, {\displaystyle \psi _{1}(x)=u(p)e^{-ip.x}\,} y {\displaystyle \psi _{2}(x)=v(p)e^{ip.x}\,}. Estas soluciones de onda plana forman una base para los componentes de Fourier de ψ (x), lo que permite la expansión general del campo de Dirac como sigue,
{\displaystyle \psi (x)=\int {\frac {d^{3}p}{(2\pi )^{3}}}{\frac {1}{\sqrt {2E_{p}}}}\sum _{s}\left(a_{\textbf {p}}^{s}u^{s}(p)e^{-ip\cdot x}+b_{\textbf {p}}^{s\dagger }v^{s}(p)e^{ip\cdot x}\right).\,}
Las etiquetas a y b son índices espinoriales y la etiqueta s representa el índice de espín, así que consecuentemente para el electrón, partícula de espín 1/2, s =+1/2 o s =−1/2. El factor de energía es el resultado de tener una medida de integración invariante de Lorentz. Ya que ψ (x) puede ser considerado como un operador, los coeficientes de sus modos de Fourier deben ser operadores. Por lo tanto, {\displaystyle a_{\textbf {p}}^{s}} y {\displaystyle b_{\textbf {p}}^{s\dagger }} son operadores. Las propiedades de estos operadores se pueden discernir de las propiedades del campo. Ψ (x) y {\displaystyle \psi (y)^{\dagger }} obedecer las relaciones anticonmutación
{\displaystyle \{\psi _{a}({\textbf {x}}),\psi _{b}^{\dagger }({\textbf {y}})\}=\delta ^{(3)}({\textbf {x}}-{\textbf {y}})\delta _{ab}\,.}
Colocando las expansiones para ψ (x) y ψ (y), se pueden calcular las relaciones anticonmutación para los coeficientes.
{\displaystyle \{a_{\textbf {p}}^{r},a_{\textbf {q}}^{s\dagger }\}=\{b_{\textbf {p}}^{r},b_{\textbf {q}}^{s\dagger }\}=(2\pi )^{3}\delta ^{3}({\textbf {p}}-{\textbf {q}})\delta ^{rs}.\,}
De manera análoga a la aniquilación no relativista y a los operadores de creación y sus conmutadores, estos álgebras conducen a la interpretación física que {\displaystyle a_{\textbf {p}}^{s\dagger }} crea un fermión de impulso p y espín s, y {\displaystyle b_{\textbf {q}}^{r\dagger }} crea un antifermión de impulso q y espín r. El campo general ψ (x) se ve ahora que es una suma ponderada (por el factor de energía) sobre todos los posibles espines y momentos para la creación de fermiones y antifermiones. Su campo conjugado, {\displaystyle {\bar {\psi }}\ {\stackrel {\mathrm {def} }{=}}\ \psi ^{\dagger }\gamma ^{0}}, es todo lo contrario, una suma ponderada de todos los posibles espines y momentos para aniquilar fermiones y antifermiones.
Con los modos de campo entendidos y el campo conjugado definido, es posible construir las cantidades invariantes de Lorentz para campos fermiónicos. Lo más sencillo es la cantidad {\displaystyle {\overline {\psi }}\psi \,}. Esto hace que la razón de la elección de {\displaystyle {\bar {\psi }}=\psi ^{\dagger }\gamma ^{0}} sea clara. Esto es porque la transformación general de Lorentz en ψ no es unitaria, así que la cantidad {\displaystyle \psi ^{\dagger }\psi } no sería invariante bajo tales transformaciones, por lo que la inclusión de {\displaystyle \gamma ^{0}\,} sería para corregir esto. La otra posible cantidad invariante de Lorentz no nulo, hasta una conjugación total, construible a partir de los campos fermiónicos es {\displaystyle {\overline {\psi }}\gamma ^{\mu }\partial _{\mu }\psi }.

Como combinaciones lineales de esas cantidades son también invariantes de Lorentz, esto conduce naturalmente a la densidad de Lagrange para el campo de Dirac por el requisito de que la ecuación de Euler-Lagrange del sistema recupere la ecuación de Dirac.
{\displaystyle {\mathcal {L}}_{D}={\bar {\psi }}(i\gamma ^{\mu }\partial _{\mu }-m)\psi \,.}
Esta expresión tiene sus índices suprimidos. Cuando se reintrodujo la plena expresión es
{\displaystyle {\mathcal {L}}_{D}={\bar {\psi }}_{a}(i\gamma _{ab}^{\mu }\partial _{\mu }-m\mathbb {I} _{ab})\psi _{b}\,.}
Dada la expresión para ψ (x) podemos construir el propagador de Feynman del campo fermiónico:
{\displaystyle D_{F}(x-y)=\langle 0|T(\psi (x){\bar {\psi }}(y))|0\rangle \,,}
definimos el producto ordenado en el tiempo para fermiones con un signo menos debido a su naturaleza anticonmutativa
{\displaystyle T(\psi (x){\bar {\psi }}(y))\ {\stackrel {\mathrm {def} }{=}}\ \theta (x^{0}-y^{0})\psi (x){\bar {\psi }}(y)-\theta (y^{0}-x^{0}){\bar {\psi }}(y)\psi (x).}
Al enchufar nuestra expansión de la onda de plano para el campo de fermiónico en la ecuación anterior se obtiene: 
{\displaystyle D_{F}(x-y)=\int {\frac {d^{4}p}{(2\pi )^{4}}}{\frac {i(p\!\!\!/+m)}{p^{2}-m^{2}+i\epsilon }}e^{-ip\cdot (x-y)}\,,}
donde hemos empleado la notación de slash de Feynman. Este resultado tiene sentido ya que el factor 
{\displaystyle {\frac {i(p\!\!\!/+m)}{p^{2}-m^{2}}},}
es simplemente el inverso del operador actuando sobre ψ (x) en la ecuación de Dirac. Tenga en cuenta que el propagador de Feynman para el campo de Klein–Gordon tiene esta misma propiedad. Debido a que todas las observables razonables (como energía, carga, número de partículas, etc.) están construidos en un número par de campos fermiónicos, desaparece la relación de conmutación entre cualesquiera dos observables en los puntos del espacio-tiempo, fuera del cono de luz. Como sabemos por la mecánica cuántica elemental, dos observables que conmutan al mismo tiempo, pueden medirse simultáneamente. Hemos, por tanto, implementado correctamente la invariancia de Lorentz para el campo de Dirac y conservado la causalidad
Teorías de campo más complicadas, que implican interacciones (como en la teoría de Yukawa o la electrodinámica cuántica) pueden ser analizadas también por varios métodos perturbativos y no perturbativos.
Los campos de Dirac son un ingrediente importante del Modelo Estándar.